# Gangawati
Gangawati (en canarés: ಗಂಗಾವತಿ ) es una ciudad de la India en el distrito de Koppal, estado de Karnataka.

## Geografía
Se encuentra a una altitud de 413 m s. n. m. a 366 km de la capital estatal, Bangalore, en la zona horaria UTC +5:30.

## Demografía
Según estimación 2011 contaba con una población de 124 342 habitantes.